# Rakoniewice (gmina)
Rakoniewice – gmina miejsko-wiejska w województwie wielkopolskim, w powiecie grodziskim. W latach 1975–1998 gmina położona była w województwie poznańskim.
Siedziba gminy to Rakoniewice.
Według danych z 2013 gminę zamieszkiwało 13 012 osób.

## Struktura powierzchni
Według danych z 2013 gmina Rakoniewice ma obszar 201,01 km², w tym:
- użytki rolne: 52%
- użytki leśne: 41%

Gmina stanowi 31,25% powierzchni powiatu.

## Demografia

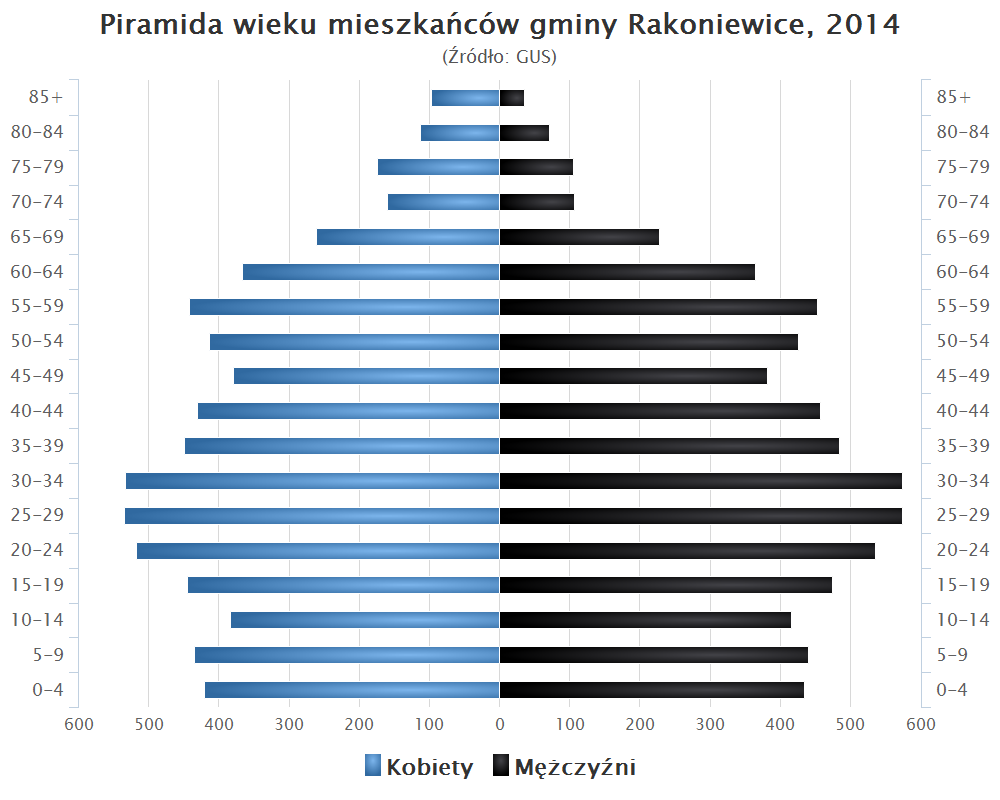
Piramida wieku mieszkańców gminy Rakoniewice w 2014 roku

Dane z 30 czerwca 2004:
| Opis                              | Ogółem | Ogółem | Kobiety | Kobiety | Mężczyźni | Mężczyźni |
| --------------------------------- | ------ | ------ | ------- | ------- | --------- | --------- |
| Jednostka                         | osób   | %      | osób    | %       | osób      | %         |
| Populacja                         | 12 404 | 100    | 6194    | 49,9    | 6210      | 50,1      |
| Gęstość zaludnienia [mieszk./km²] | 61,7   | 61,7   | 30,8    | 30,8    | 30,9      | 30,9      |

## Sołectwa
SołectwaAdolfowo, Blinek, Błońsko, Cegielsko, Drzymałowo, Elżbieciny, Głodno, Gnin, Gola, Goździn, Jabłonna, Komorówko, Kuźnica Zbąska, Łąkie, Nowe Łąkie, Narożniki, Rakoniewice, Rataje, Rostarzewo, Ruchocice, Stodolsko, Tarnowa, Terespol, Wioska, Wola Jabłońska.
Miejscowości bez statusu sołectwaFaustynowo, Józefin, Krzewina, Rakoniewice, Ruchocice, Zamieście.

## Sąsiednie gminy
Grodzisk Wielkopolski, Kamieniec, Nowy Tomyśl, Przemęt, Siedlec, Wielichowo, Wolsztyn